# Liste der Landschaftsschutzgebiete in Münster
Die Liste der Landschaftsschutzgebiete in Münster enthält die Landschaftsschutzgebiete der kreisfreien Stadt Münster in Nordrhein-Westfalen. Dort gibt es neun Landschaftsschutzgebiete, die zusammen mit über 9.900 ha etwa ein Drittel des Stadtgebiets umfassen.

## Liste
| Bild | Kennung       | Name                                                           | Fläche [ha] | WDPA-ID   | Koordinaten | seit |
| ---- | ------------- | -------------------------------------------------------------- | ----------- | --------- | ----------- | ---- |
|      | LSG-3911-0004 | Altenberger Rücken                                             | 1008,1      | 555552958 | Position    | 1998 |
|      | LSG-3911-0005 | Nördliches Aatal und Emsniederung                              | 1175,1      | 555552959 | Position    | 1998 |
|      | LSG-3912-0014 | Werse-Ems-Niederung, Kreuzbach, Angel und Wolbecker Tiergarten | 2734,0      | 555552974 | Position    | 1987 |
|      | LSG-4011-0001 | Vennheide                                                      | 327,3       | 555691021 | Position    | 1971 |
|      | LSG-4011-0002 | Loddenbüsche                                                   | 109,3       | 555691022 | Position    | 1971 |
|      | LSG-4011-0006 | Lövelingloh                                                    | 462,3       | 555691049 | Position    | 1971 |
|      | LSG-4012-0008 | Hohe Ward                                                      | 819,4       | 555691023 | Position    | 1971 |
|      | LSG-4111-0001 | Davert                                                         | 542,7       | 555691033 | Position    | 1971 |
|      | LSG-4010-0005 | Schonebeck, Rüschenfeld und Alvingheide                        | 2.760,5     | 555560833 |             | 2017 |